# Данијел (Вајоминг)
Данијел (енгл. Daniel) насељено је место без административног статуса у америчкој савезној држави Вајоминг.

## Демографија
По попису из 2010. године број становника је 150, што је 61 (68,5%) становника више него 2000. године.
| Група             | 2000.       | 2010.       |
| Белци             | 89 (100,0%) | 148 (98,7%) |
| Афроамериканци    | 0 (0,0%)    | 2 (1,3%)    |
| Азијати           | 0 (0,0%)    | 0 (0,0%)    |
| Хиспаноамериканци | 0 (0,0%)    | 0 (0,0%)    |
| Укупно            | 89          | 150         |